# Бунинская аллея
Бу́нинская алле́я — улица в Юго-Западном административном округе города Москвы на территории района Южное Бутово. Пролегает с юга на север от Чечёрского проезда до улицы Поляны.

## Происхождение названия
Названа в 1996 году в честь писателя и поэта Ивана Алексеевича Бунина, лауреата Нобелевской премии по литературе 1933 года.

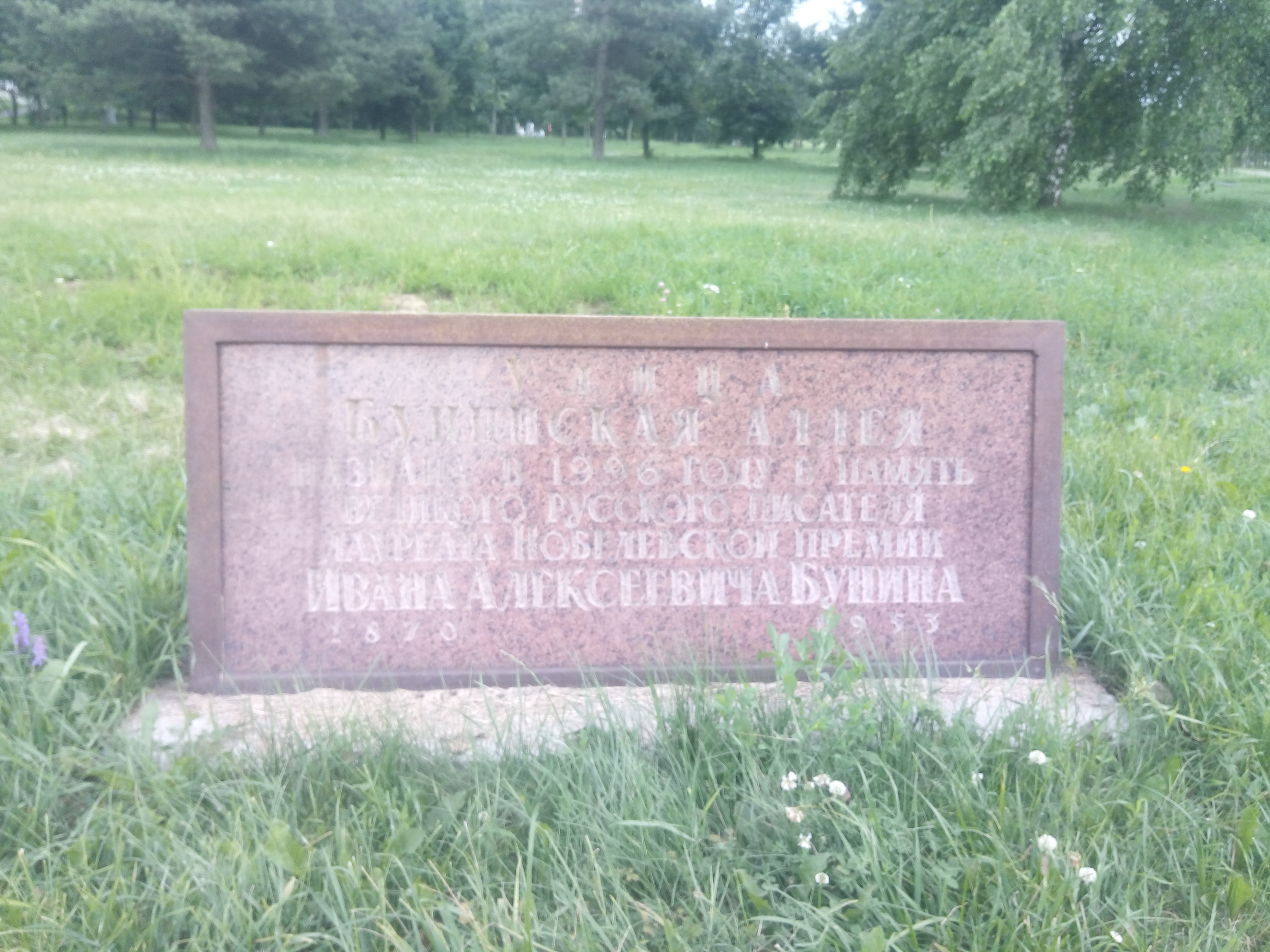
Бунинская аллея

Название Бунинской аллеи отражены в ряде топонимов:
- Жилые комплексы района Коммунарка: Бунинские Кварталы, Бунинские Луга, Бунинский

## Транспорт

### Метро
- Станция метро  Бунинская аллея.

### Автобус
- Автобусное сообщение в двух направлениях по всей длине улицы

Автобусные остановки
Чётная сторона:
- Улица Адмирала Руднева (прежнее название: Бартеневская улица): С953 94 917 978
- Улица Адмирала Лазарева, 58: С936 С953 94 917 967 978
- Метро Бунинская Аллея: С936 С953 94 917 967 978
- 5-й микрорайон Южного Бутово: С936 С953 94 917 967 978
- Южнобутовская улица: 94 978
- Бунинская Аллея: 94 978

Нечётная сторона:
- Бунинская Аллея: 94 978
- Южнобутовская улица: С936 С953 94 917 967 978
- Метро Бунинская Аллея: С936 С953 94 917 967 978
- Улица Адмирала Лазарева, 58 (прежнее название: Улица Адмирала Лазарева): 94 917 978

Автобусные маршруты
- С936: прямой - от улицы Адмирала Лазарева до Южнобутовской улицы; обратный - от Южнобутовской улицы до улицы Адмирала Лазарева
- С953: прямой - от улицы Академика Семёнова до Южнобутовской улицы; обратный - от Южнобутовской улицы до улицы Адмирала Лазарева
- 94: прямой - от улицы Академика Семёнова до Чечёрского проезда; обратный - от Чечёрского проезда до улицы Академика Семёнова
- 917: прямой - от улицы Академика Семёнова до Южнобутовской улицы; обратный - от Южнобутовской улицы до улицы Академика Семёнова
- 967: прямой - от улицы Адмирала Лазарева до Южнобутовской улицы; обратный - от Южнобутовской улицы до улицы Адмирала Лазарева
- 978: прямой - от улицы Академика Семёнова до Чечёрского проезда; обратный - от Чечёрского проезда до улицы Академика Семёнова